# Пол Ададо
Пол Ададо (на френски: Poul Adado) е бивш тогоански футболист. Играе еднакво добре като централен защитник и дефанзивен полузащитник. Бивш футболист на Литекс (Ловеч), притежава българско гражданство и дори е спряган за младежкия нац. отбор на България. В България е носил още екипа на Видима-Раковски където играе със статут на преотстъпен. След това се състезава в Гърция за Докса Драма, Пас Янина и Пансерайкос. Има 4 мача за националния отбор на Того.